# Салтілло Лагуна
Салтілло Лагуна (англ. Saltillo Lagoon) — природне, тропічне та стічне озеро в окрузі Коросаль, що в Белізі. Довжина до 0,5 км, а ширина до 1 км, і розкинуло свої плеса на висоті до 2 метрів. Знаходиться майже на узбережжі Карибського моря, зокрема неподалік його затоки-бухти Четумаль, куди впадає канал Грантс Крік (Grants Creek), який витікає саме з озера.
Довкола озера лісові зарослі тропічного лісу та сільськогосподарські угіддя. Найближче поселення Куппер Банк (Copper Bank) — в 3 кілометрах на схід.